# Megalomina bridwelli
Megalomina bridwelli là một loài côn trùng trong họ Hemerobiidae thuộc bộ Neuroptera. Loài này được Tillyard miêu tả năm 1916.